# Miss Caraïbes Hibiscus
Miss Caraïbes Hibiscus fue un concurso de belleza realizado anualmente que incluye los países del Caribe y América. Fue fundado en 1990 San Martín. A lo largo del concurso ha elegido a 24 mujeres como Miss Caraïbes Hibiscus, siendo la mayoría Latinoaméricanas (13 Coronas). La última ganadora es Karla Peniche representante de México otorgándole la 1.ª corona a su país. La edición 2015 no se realizó por diversas causas, otorgándole a la Mexicana la corona por designación, ya que un año atrás obtuvo el puesto de 1° Finalista.

## Ganadoras
| Año  | Miss Caraïbes Hibiscus               | Virreina                                         | Primera Princesa                         | Segunda Princesa                         | Candidatas | Sede       |
| ---- | ------------------------------------ | ------------------------------------------------ | ---------------------------------------- | ---------------------------------------- | ---------- | ---------- |
| 1990 | María Martínez República Dominicana  |                                                  |                                          |                                          |            | San Martín |
| 1991 | Christine Marie Luce Martinica       |                                                  |                                          |                                          |            | San Martín |
| 1993 | Rachel Stuart Jamaica                | Puerto Rico                                      | República Dominicana                     | Trinidad y Tobago                        | 11         | San Martín |
| 1994 | Fabiola Laclé Aruba                  | Michelle Khan Trinidad y Tobago                  |                                          |                                          |            | San Martín |
| 1995 | Ludmilla Canourgues Guadalupe        |                                                  |                                          |                                          |            | San Martín |
| 1996 | Sharna Ramloga Trinidad y Tobago     | Alicia Denise Bausivoir Guadalupe                | Karina Sosa Villegas Puerto Rico         | Krisiss Susana Peña República Dominicana | 10         | San Martín |
| 1997 | Pamela Semmache Martinica            | Patricia Sellin Guadalupe                        | Marisela Fernández Puerto Rico           | Leslia Miller Bahamas                    | 13         | San Martín |
| 1998 | Tanisha Drummond Panamá              | Amanda Jardine Trinidad y Tobago                 | Marcele Viviana Brane Argentina          | Karine Williams Martinica                | 14         | San Martín |
| 1999 | Diluvina Hera Venezuela              | Sandrine Dererick Guadalupe                      | Vierushka Algandona Viera Panamá         |                                          |            | San Martín |
| 2000 | Olga Flórez Colombia                 | Jackeline Negrón Divien Puerto Rico              | Astrid Zimarai Rivero Salinas Venezuela  |                                          | 14         | San Martín |
| 2001 | Griselle Santos Puerto Rico          | Sarolia Adam San Martín                          | Marsha Seereeram Trinidad y Tobago       |                                          | 19         | San Martín |
| 2002 | Resma Sooden Trinidad y Tobago       | Laurène Helmin Martinica                         | Carmen Muriel Cruz Claros Bolivia        |                                          | 15         | San Martín |
| 2003 | Renee Sloane-Seale Trinidad y Tobago | Itasha Webster Anguila                           | Lucia Alva Espinoza Perú                 |                                          | 20         | San Martín |
| 2004 | Liesel Holler Perú                   | Linda Vanessa Consuegra Leal Colombia            | Ulex Ayana Atwell Guyana                 |                                          | 17         | San Martín |
| 2005 | Fiorella Flores Perú                 | Lydia Martial Martinica                          | Cindy Minatchy Guadalupe                 |                                          | 18         | San Martín |
| 2006 | Laurynes Chatenay Guyana Francesa    | Clarissa Alberg Curazao                          | Carleen Ramlochansingh Trinidad y Tobago |                                          | 13         | San Martín |
| 2007 | Laurien Angelista Curazao            | Mikayela Solomons San Martín/Isla de San Martín  | Marissa del Carmen Carreño Pitty Panamá  |                                          | 18         | San Martín |
| 2008 | Angenie Simon Curazao                | Carolyn Tossas Castro Puerto Rico                | Negaira Inés Roa Olier Colombia          |                                          | 16         | San Martín |
| 2009 | Yoly Hawley San Martín               | Sindy Miranda Rodríguez Colombia                 | Stéphanie Labonne Martinica              |                                          | 15         | San Martín |
| 2010 | Tineffa Naisso Guyana Francesa       | Axel Carolina López Aldana Venezuela             | Marcia Baptiste Dominica                 |                                          | 21         | San Martín |
| 2011 | Olivia Pinheiro Menacho Bolivia      | Tatiana Nájera Cardona Colombia                  | Louise Liza Victor Santa Lucía           |                                          | 18         | San Martín |
| 2012 | Rebecca Pradel Guadalupe             | Marelissa Him Betancourt Panamá                  | Mileydis Tarrá Barrios Venezuela         |                                          | 19         | San Martín |
| 2013 | Brigitte Golabkan Guadalupe          | Rosa Emelia Martínez Javier República Dominicana | María José Maza Solórzano · Ecuador      |                                          | 18         | San Martín |
| 2014 | María Alejandra López Pérez Colombia | Karla Isabel Peniche Hernández · México          | Regina Lee Harding Jamaica               |                                          | 9          | San Martín |
| 2015 | Karla Peniche Hernández México       |                                                  |                                          |                                          |            | San Martín |

## Ganadoras por país
| País                 | Títulos | Año              |
| -------------------- | ------- | ---------------- |
| Guadalupe            | 3       | 1995, 2012, 2013 |
| Trinidad y Tobago    | 3       | 1996, 2002, 2003 |
| Colombia             | 2       | 2000, 2014       |
| Guayana Francesa     | 2       | 2006, 2010       |
| Curaçao              | 2       | 2007, 2008       |
| Perú                 | 2       | 2004, 2005       |
| Martinica            | 2       | 1991, 1997       |
| Bolivia              | 1       | 2011             |
| Sint Maarten         | 1       | 2009             |
| Puerto Rico          | 1       | 2001             |
| Venezuela            | 1       | 1999             |
| Panamá               | 1       | 1998             |
| Aruba                | 1       | 1994             |
| Jamaica              | 1       | 1993             |
| República Dominicana | 1       | 1990             |